# Schwarze Risse
Die Schwarze Risse ist eine Buchhandlung im alternativen bzw. autonomen Zentrum Mehringhof im Berliner Ortsteil Kreuzberg. Neben der Buchhandlung gibt es den Verlag Assoziation A.

## Geschichte
Das Geschäft wurde 1980 noch namenlos gegründet und firmiert seit 1984 als Schwarze Risse. Das Geschäft ist als Kollektiv ohne hierarchische Strukturen organisiert und hat die Rechtsform einer GmbH.
Von 2002 bis Ende März 2012 wurde von dem Kollektiv auch eine gleichnamige Buchhandlung in der Kastanienallee im Ortsteil Prenzlauer Berg betrieben. Seit April 2012 ist das dortige Geschäft als Buchladen zur schwankenden Weltkugel selbstständig.

### Verlag
Seit 1986 legt der Laden in Kooperation mit dem Buchladen Rote Straße in Göttingen und dem Hamburger Verlag Libertäre Assoziation Bücher auf. Aus der Zusammenarbeit entstand 2001 der Verlag Assoziation A. Der Schwerpunkt der Tätigkeit liegt in der politischen Linken, dem Anarchismus, dem Antifaschismus und dem Antirassismus. Neben Büchern werden auch Zeitschriften und Magazine der linken Szene geführt, die nicht im normalen Zeitungshandel erhältlich sind und Lesungen internationaler Autoren organisiert. Zu Gast waren Gerhard Hanloser, Ulrike Heider, Doğan Akhanlı, Gabriele Dietze, Detlef Hartmann, Luiz Ruffato, Bernd Langer, Uri Gordon und zahlreiche andere.

## Durchsuchungen
Die beiden Läden waren mehrfach Ziel von Durchsuchungen seitens des Bundeskriminalamtes, der Staatsanwaltschaft und der Polizei. Dabei wurden unter anderem im Vorfeld der Demonstrationen gegen den G8-Gipfel in Heiligendamm 2007 nach bestimmten Büchern und Zeitschriften, darunter die Untergrundzeitschrift Interim, gesucht und gefundene Exemplare beschlagnahmt. Im Nachhinein wurde die Durchsuchung für rechtswidrig erklärt.
Ab Januar 2010 ermittelte die Berliner Staatsanwaltschaft gegen die Schwarze Risse und zwei weitere Läden in Berlin unter anderem wegen Anleitung zu Straftaten. Anlass war die Auslage von Publikationen aus der radikalen Linken, insbesondere fünf Ausgaben der Interim und der einmaligen Publikation Prisma in den betroffenen Läden. Im Zuge der Ermittlungen kam es mehrfach zu Durchsuchungen und Beschlagnahmungen in beiden Schwarze Risse. Die betroffenen Läden sehen in diesen Verfahren den Versuch der Berliner Staatsanwaltschaft, die bisherige Rechtsprechung zu revidieren, die davon ausgeht, dass Buchhändler zu wenig Kontrollmöglichkeiten haben, um die Rechtmäßigkeit der Inhalte der von ihnen angebotenen Bücher und Zeitschriften zu beurteilen. Anlässlich der Verfahren hat sich eine Solidaritätsinitiative Unzensiert lesen gebildet, die die „sofortige Einstellung der Verfahren gegen die Berliner Buchhändler“ forderte. Im Juni 2011 wurde das Verfahren eingestellt.